# 닛산 큐브
닛산 큐브(Nissan Cube)는 일본의 자동차 회사인 닛산 자동차에 의해 제조·판매되는 소형 크로스오버 자동차다. 직선 위주의 디자인은 영어로 정육면체, 네모로 썰기한 것을 의미하는 큐브라는 차명과도 잘 부합한다.

## 1세대(Z10)

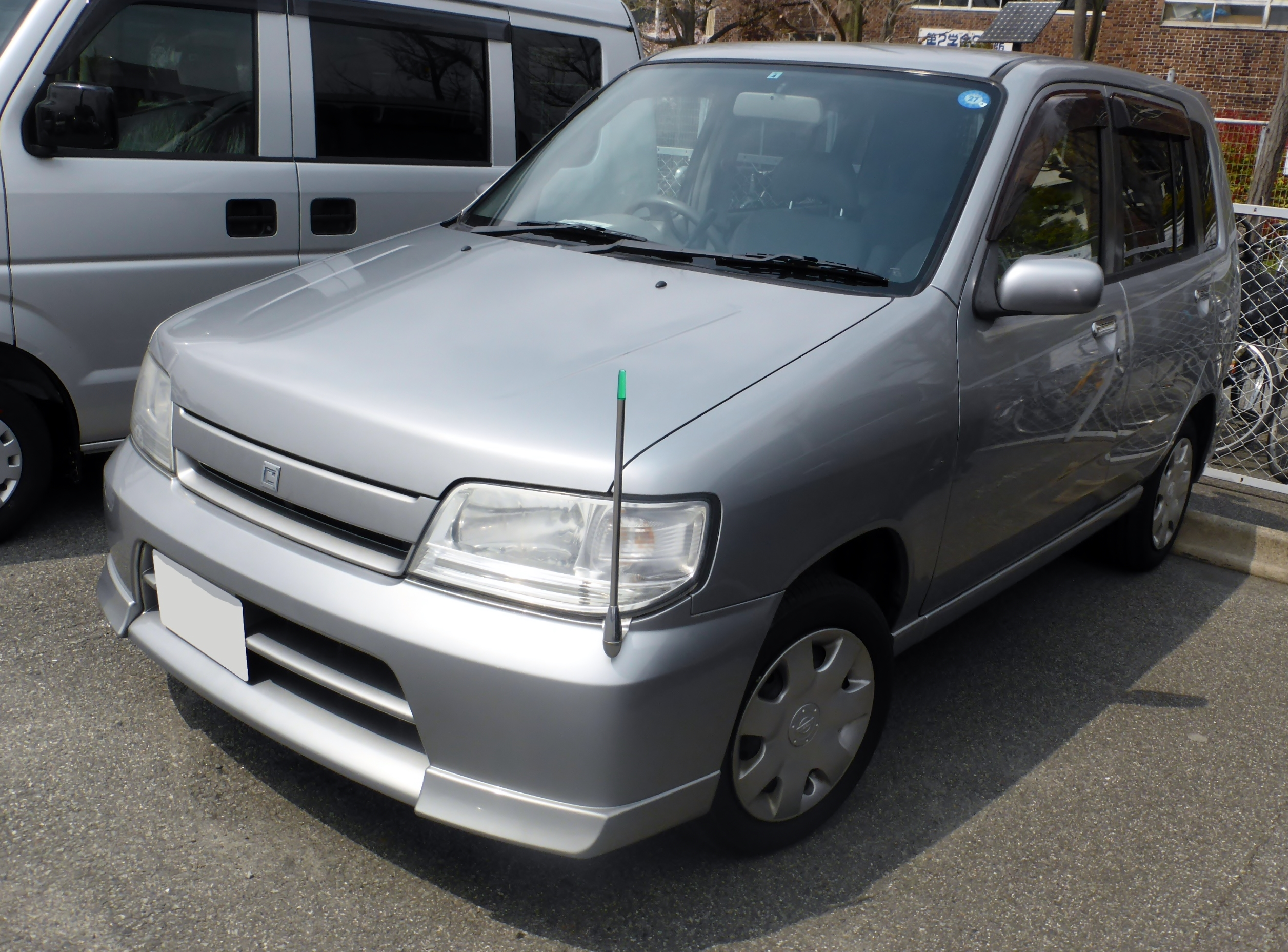
닛산 큐브 정측면

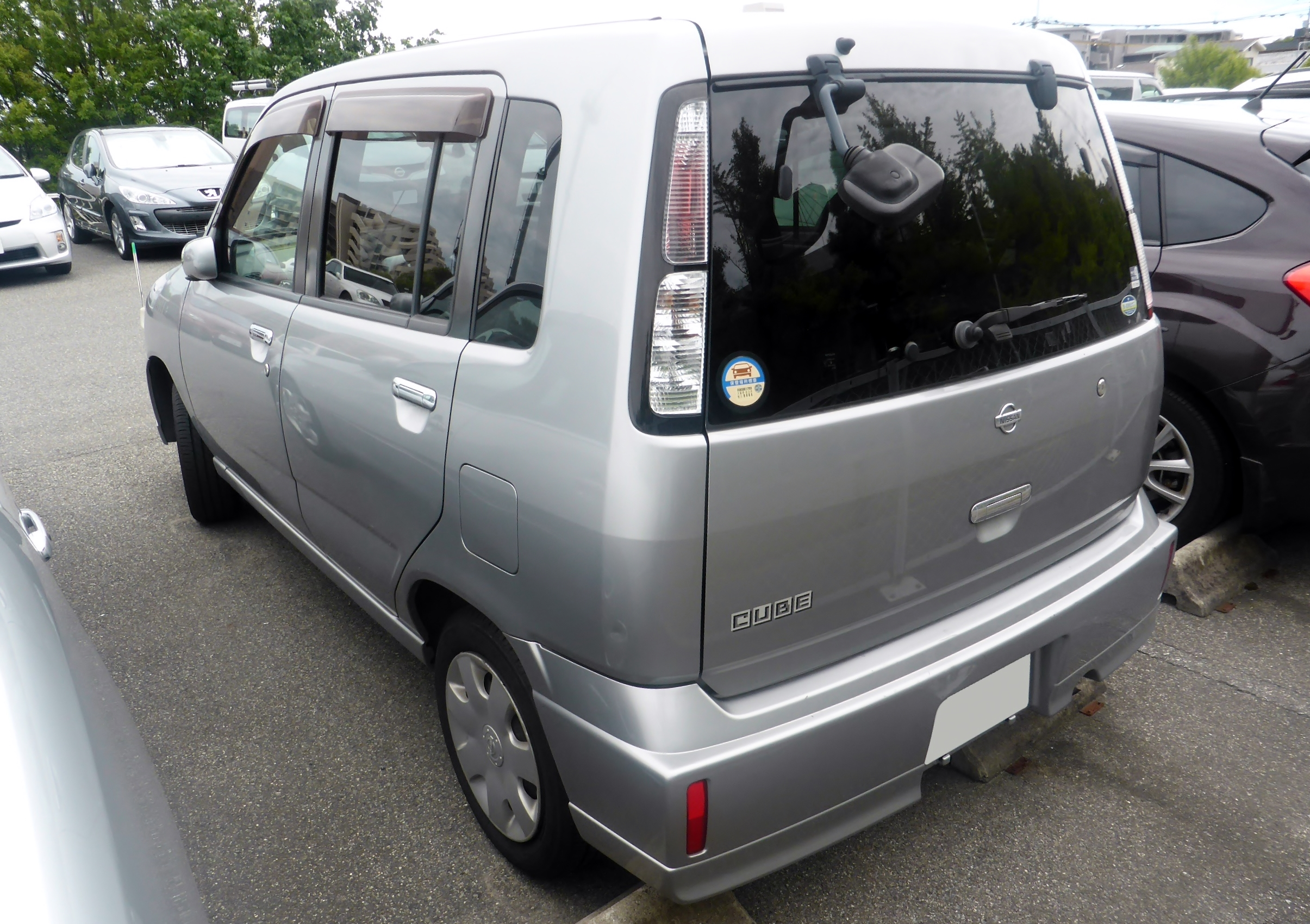
닛산 큐브 후측면

1997년 10월에 개최된 도쿄 모터쇼에 참고 출품 차로 선보였다. 1998년 2월부터 판매가 시작되었고, 같은 해 10월에는 생산 개시 10개월 만에 누적 생산 대수가 10만 대를 돌파했다. 유리 해치를 채용하면서 당시 닛산 자동차가 적극적으로 도입하고 있던 충돌 안전 바디를 탑재했고, 협소한 공간에서 테일 게이트의 윈도우만 따로 열어 화물을 넣을 수 있는 플립 업 글래스가 적용되어 편의성을 높였다. 2000년 9월에는 승차 정원이 4인승에서 5인승으로 바뀌었다.

## 2세대(Z11)

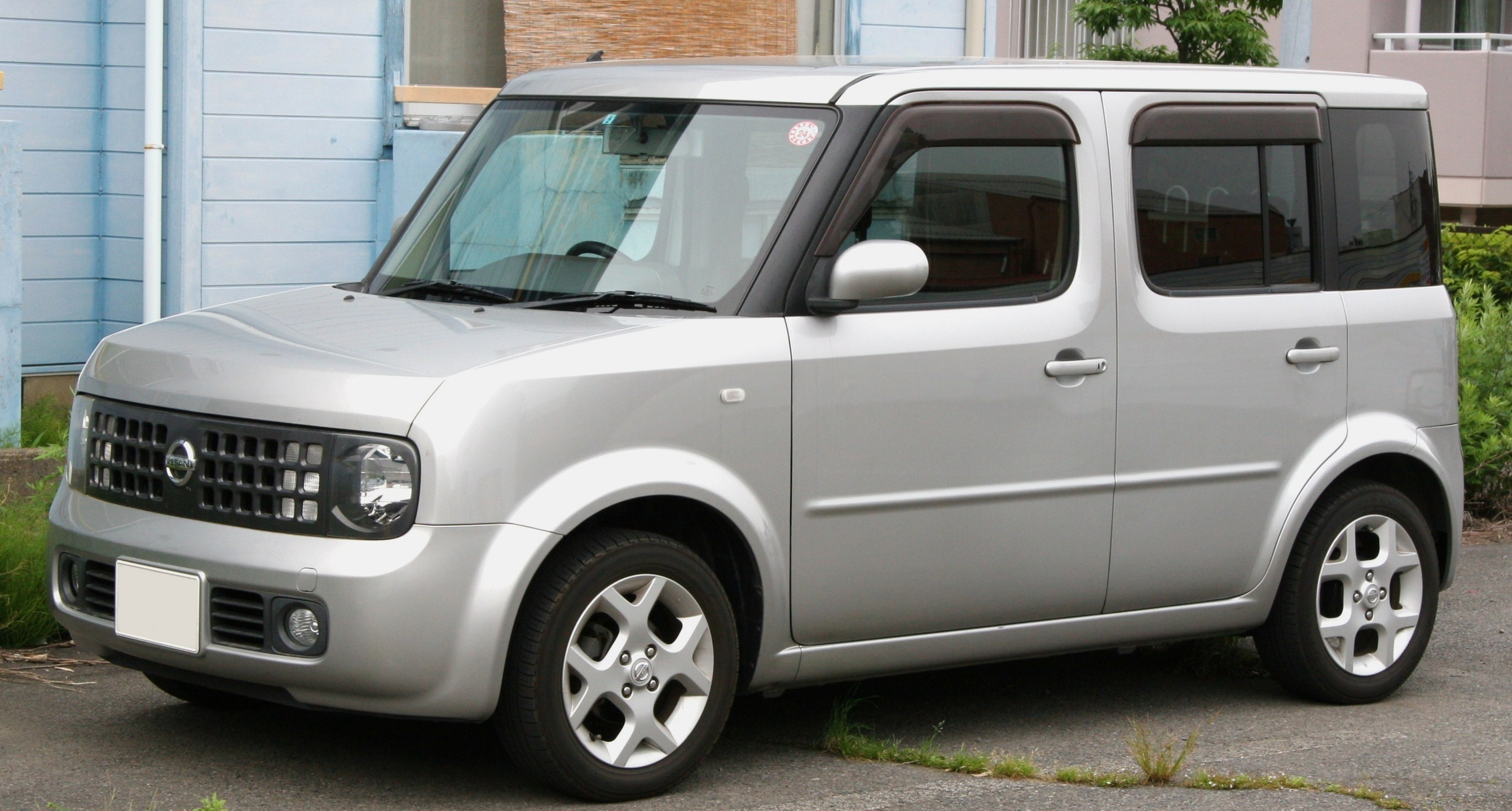
닛산 큐브(전기형) 정측면

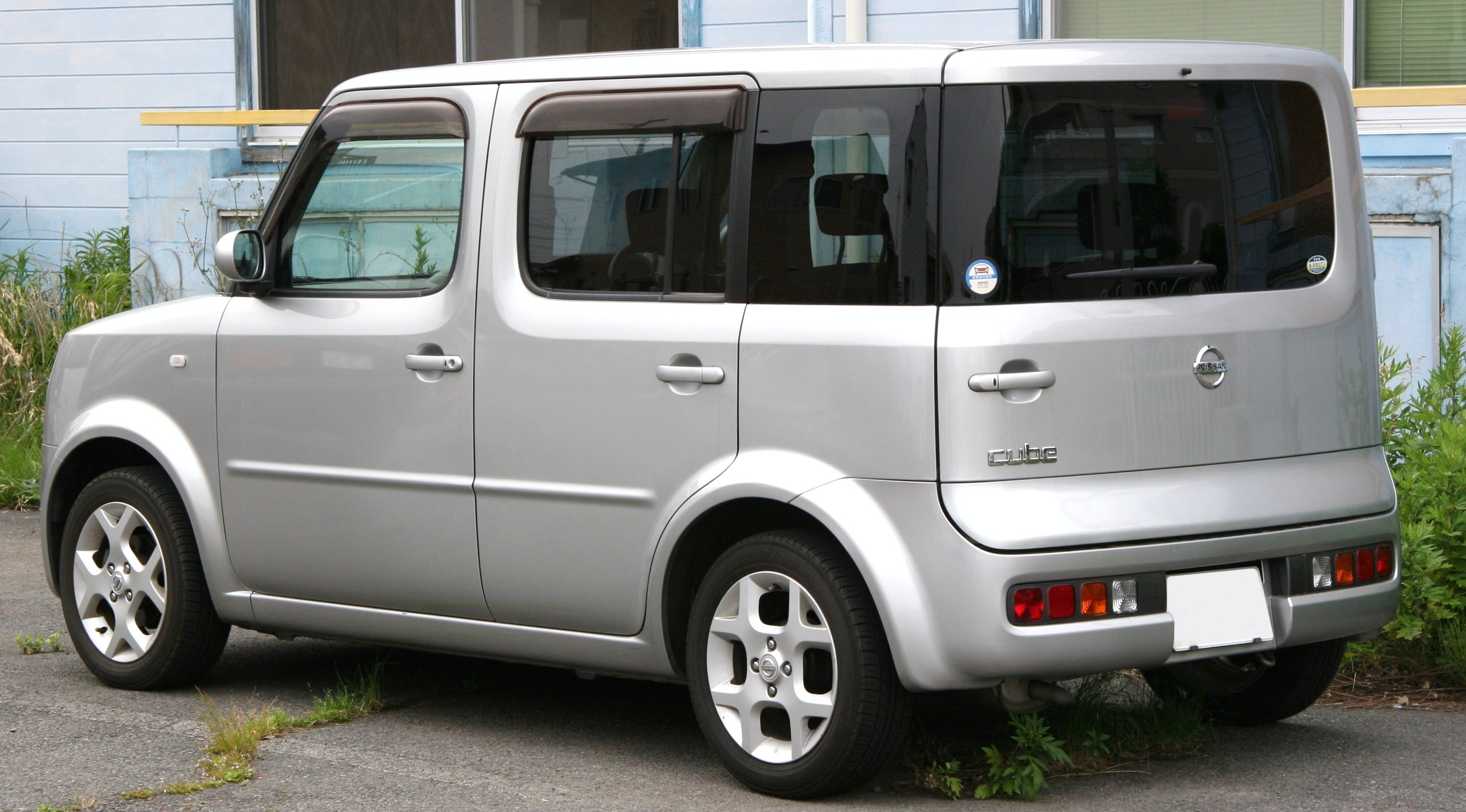
닛산 큐브(전기형) 후측면

2002년 10월 8일(화요일)에 출시된 2세대는 윈도우 디자인과 수, C 필러 등이 다른 비대칭이 가미된 개성적인 디자인이 화제가 되어 큰 인기를 모았다. 리어 램프의 형상은 1세대의 세로형과 달리 뒷범퍼에 내장된 가로형이다. 앞좌석은 벤치 시트를 적용해 쇼파 같은 편안한 이미지를 추구했다. 2003년 9월에는 3열 시트를 갖춘 7인승의 큐브(큐브 큐빅)이 선보였다. 2005년 5월에는 라디에이터 그릴 안에 방향 지시등이 4각형에서 원형으로 바뀌고, 라디에이터 그릴의 형상은 격자형에서 마름모형으로 바뀌었다. 2007년 1월에는 방향 지시등이 헤드램프와 통합되었다. 1세대처럼 일본 내수용이기 때문에 운전석이 오른쪽에만 있다는 핸디캡에도 불구하고, 대한민국에서 상당수가 병행 수입되기도 했다. 한 때 가수 이효리가 소유했던 차로도 유명하다.

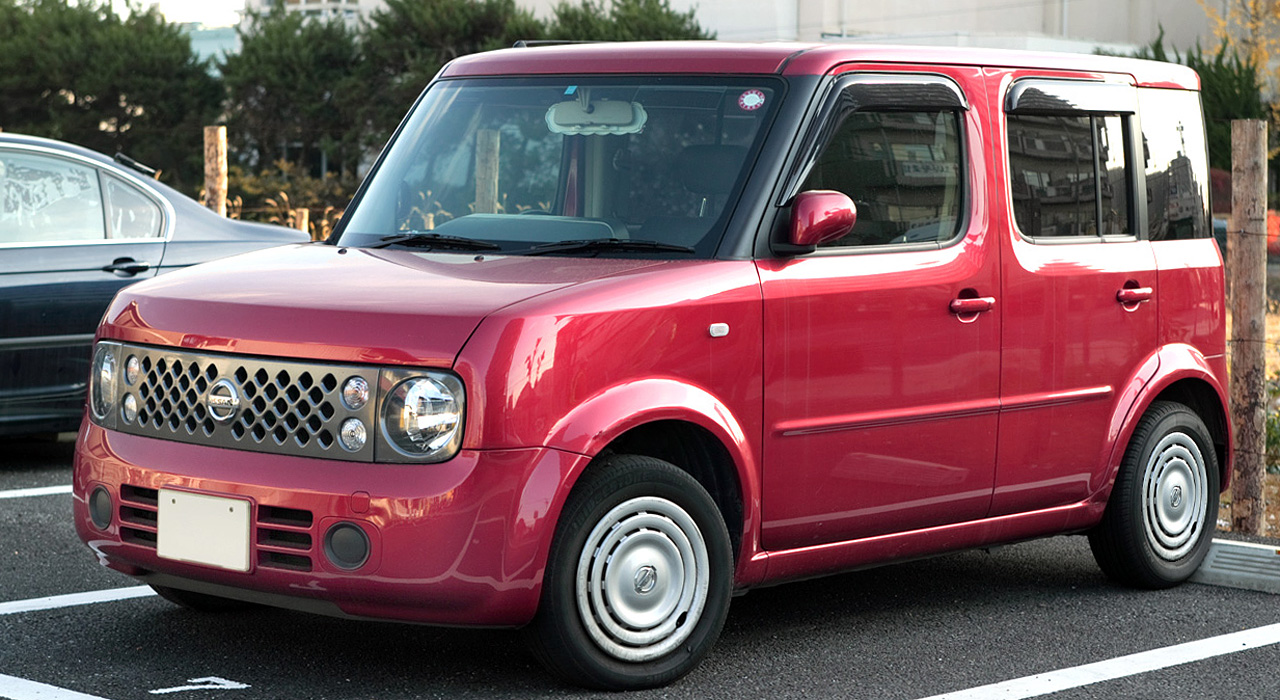
닛산 큐브(중기형) 정측면
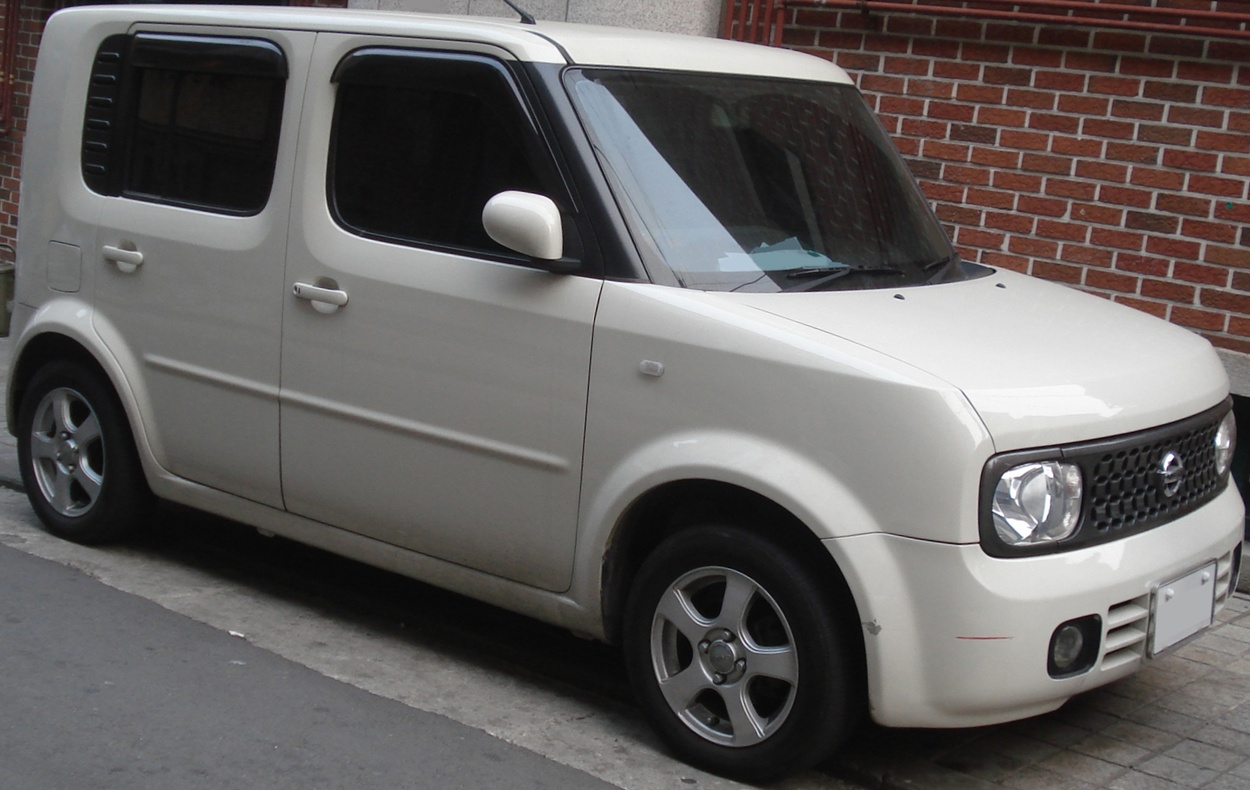
닛산 큐브(후기형) 정측면
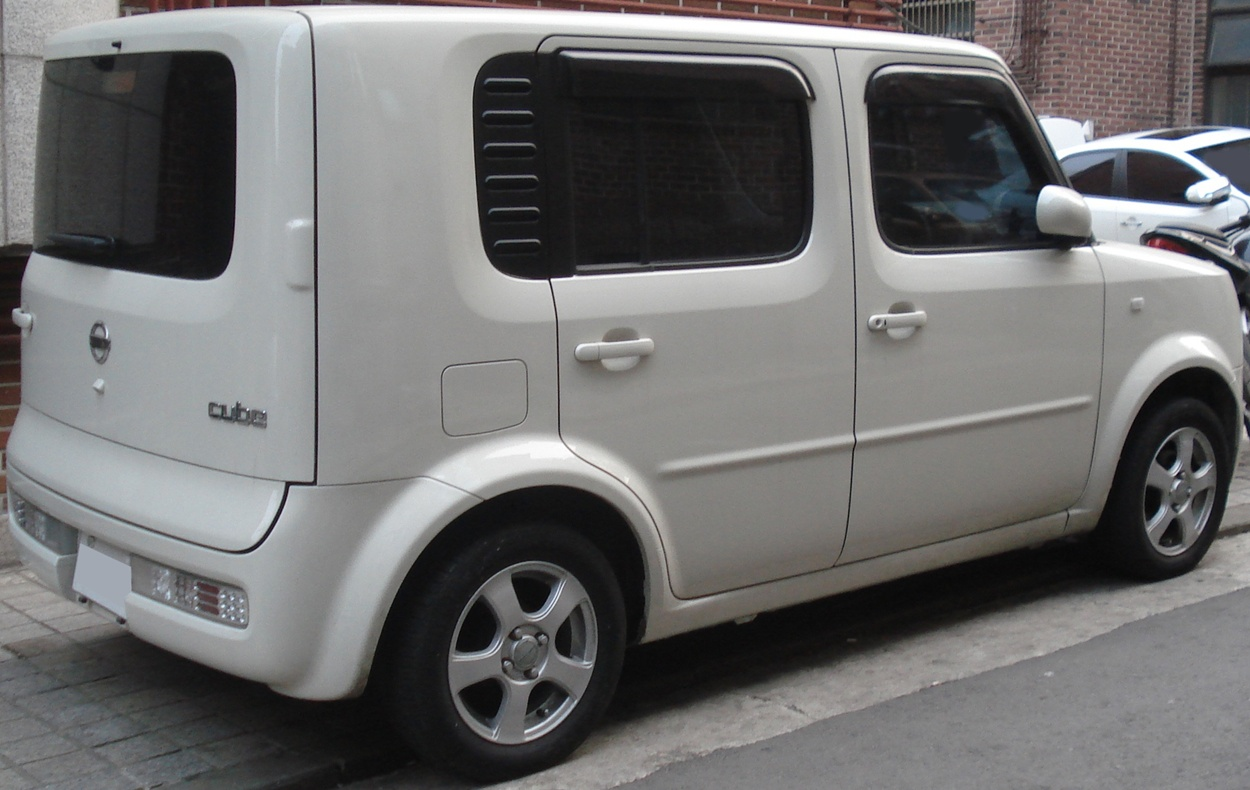
닛산 큐브(후기형) 후측면
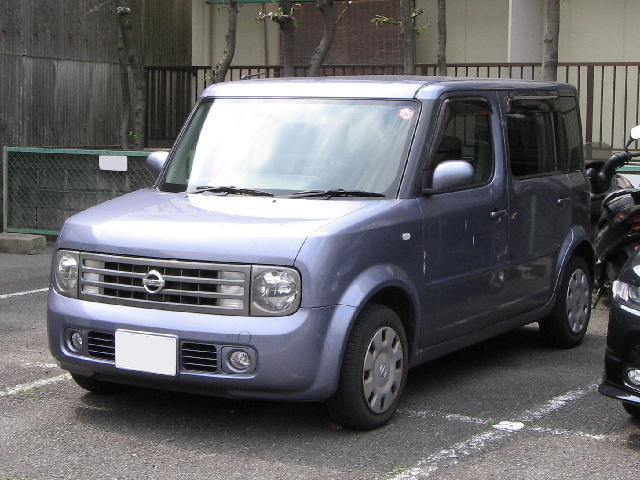
닛산 큐브³(전기형) 정측면
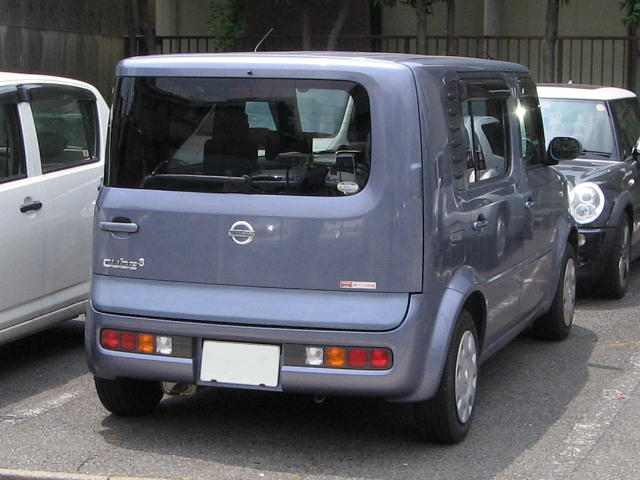
닛산 큐브³(전기형) 후측면
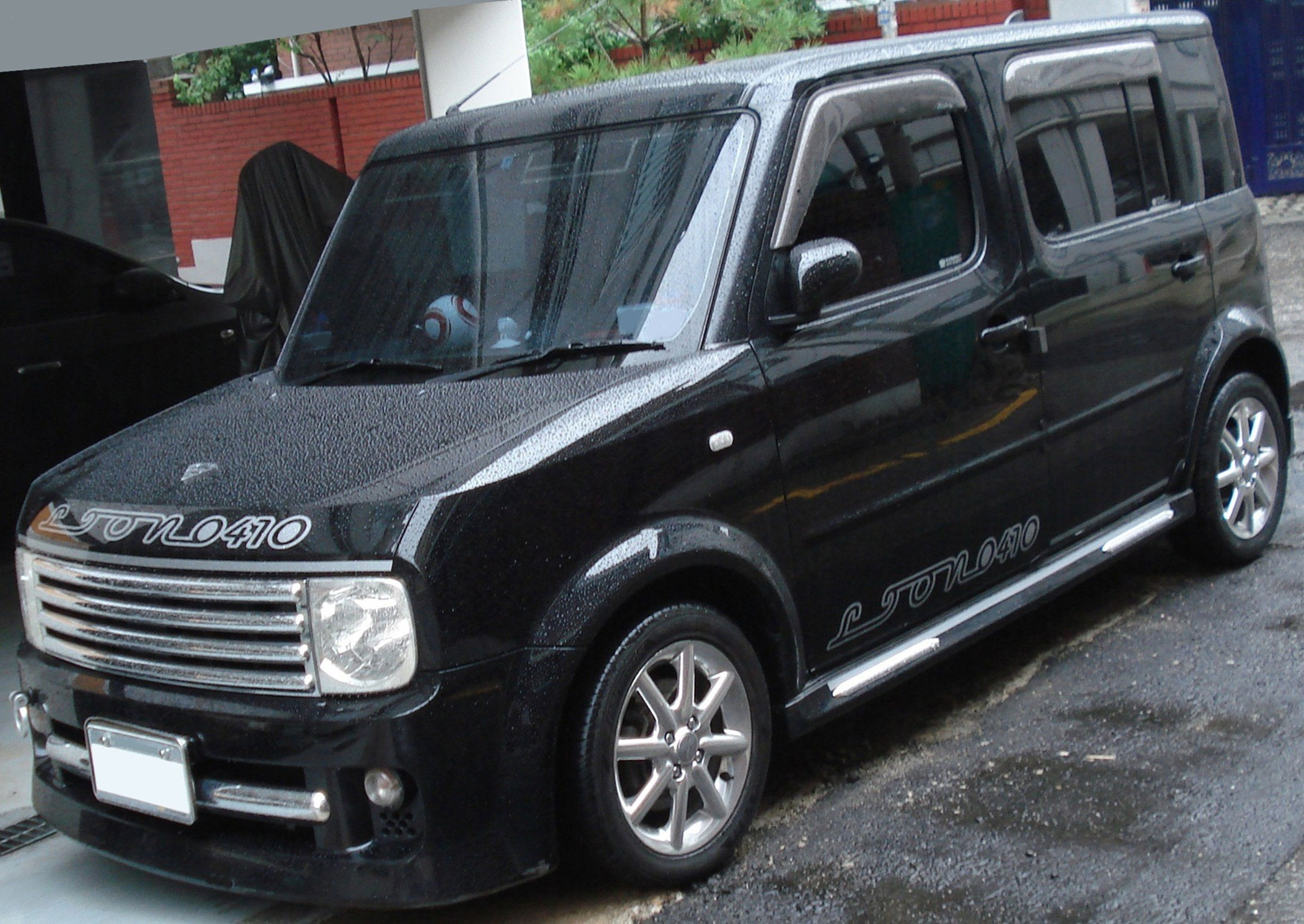
닛산 큐브³ 라이더(전기형) 정측면
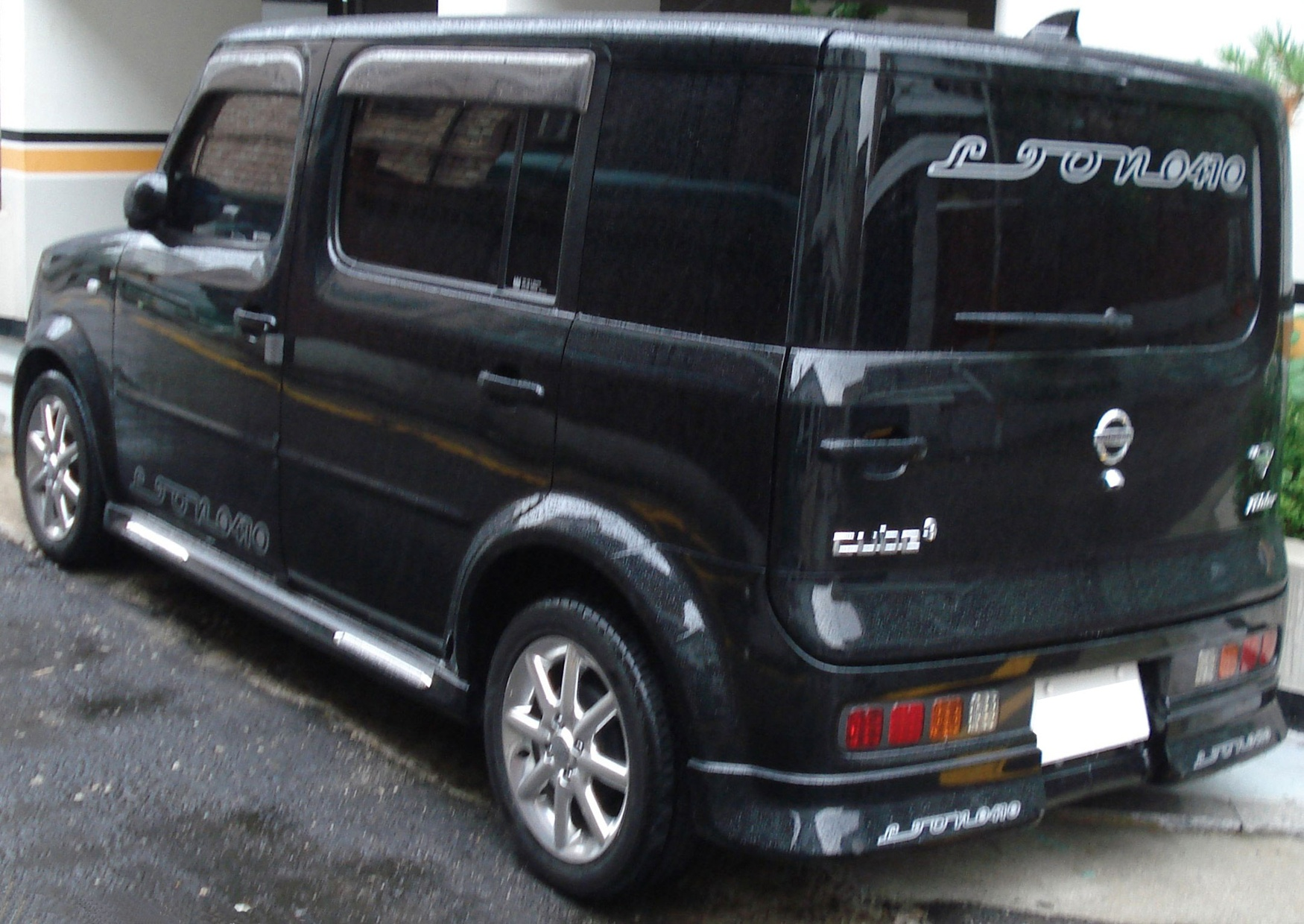
닛산 큐브³ 라이더(전기형) 후측면
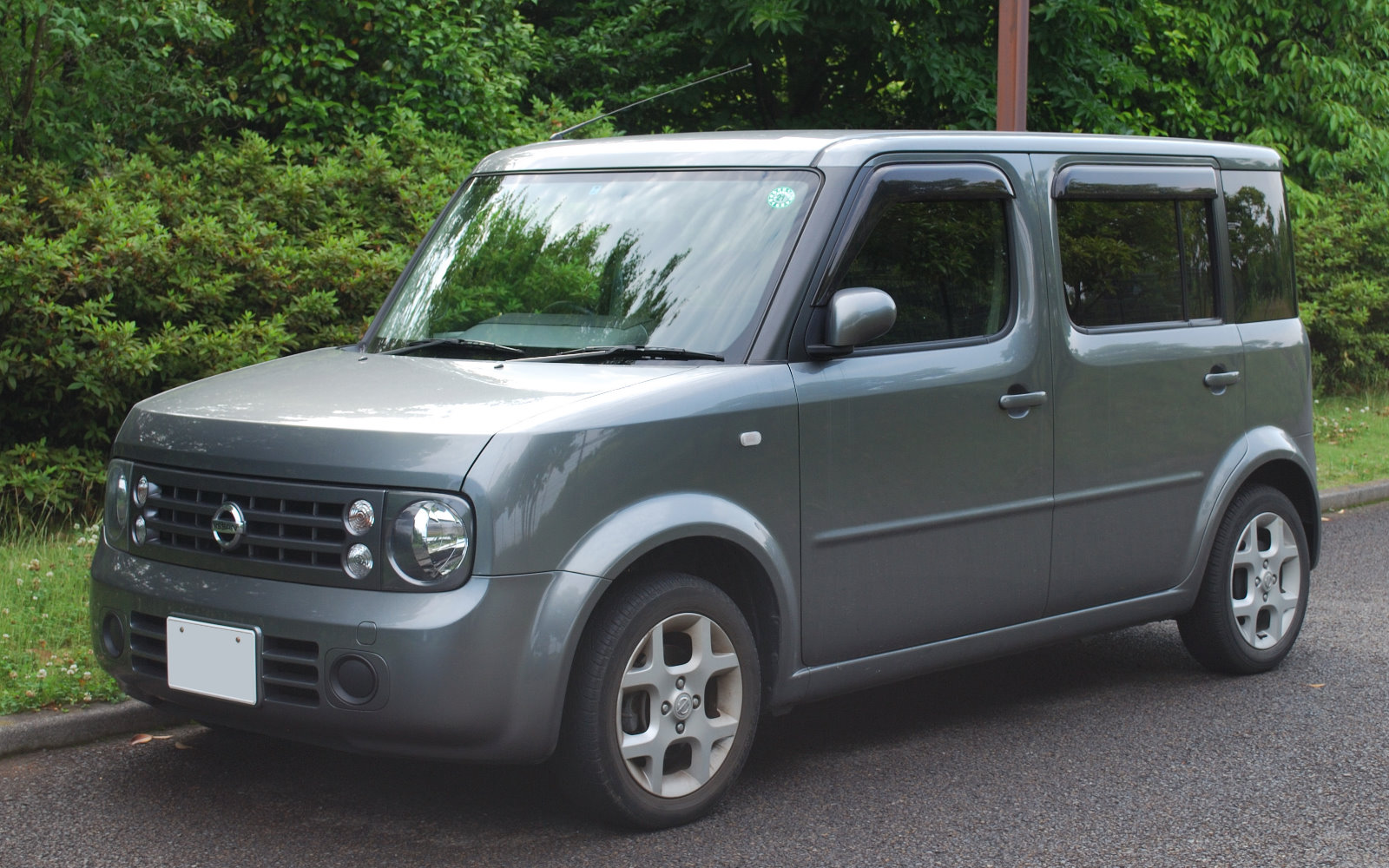
닛산 큐브³(중기형) 정측면
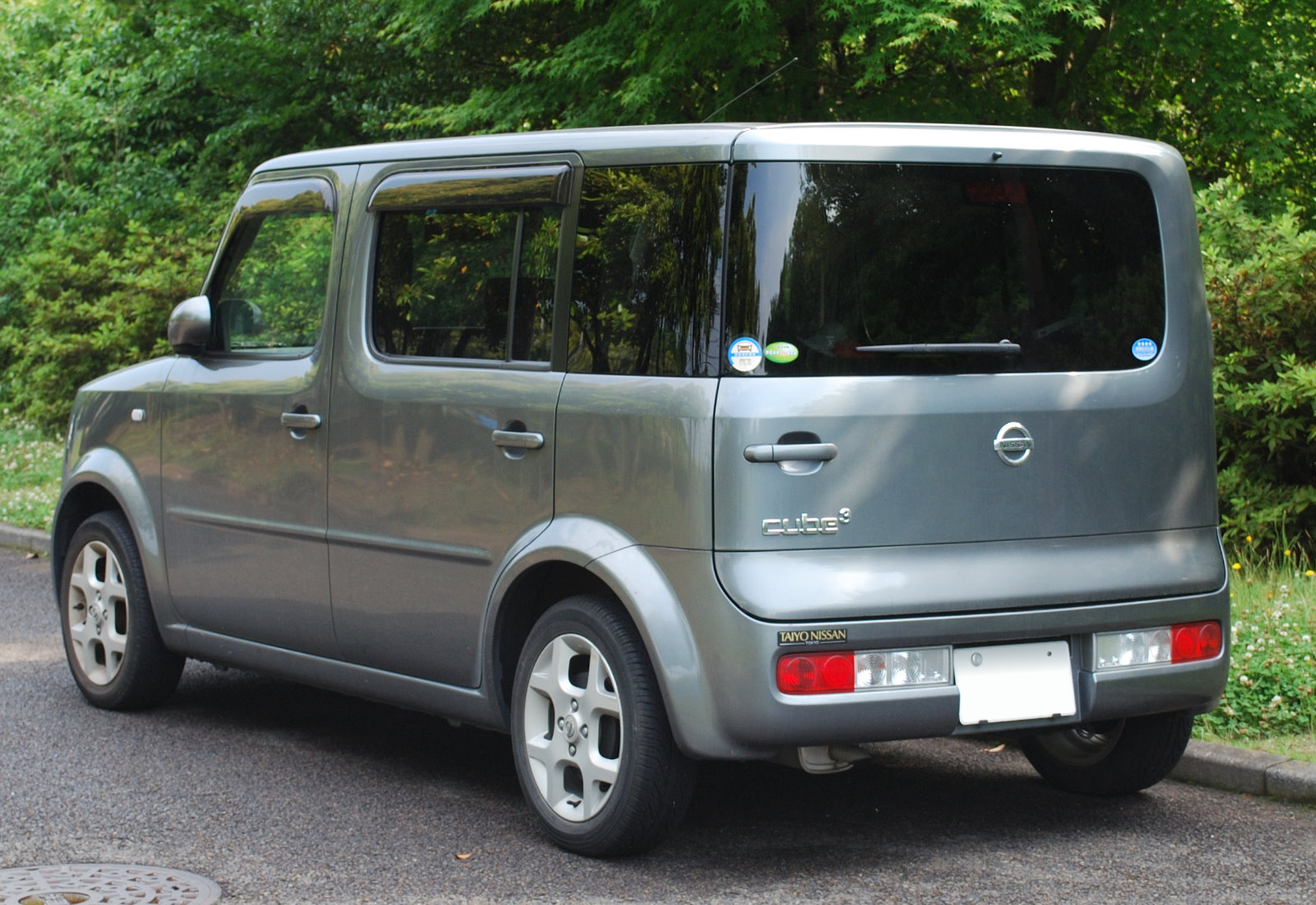
닛산 큐브³(중기형) 후측면
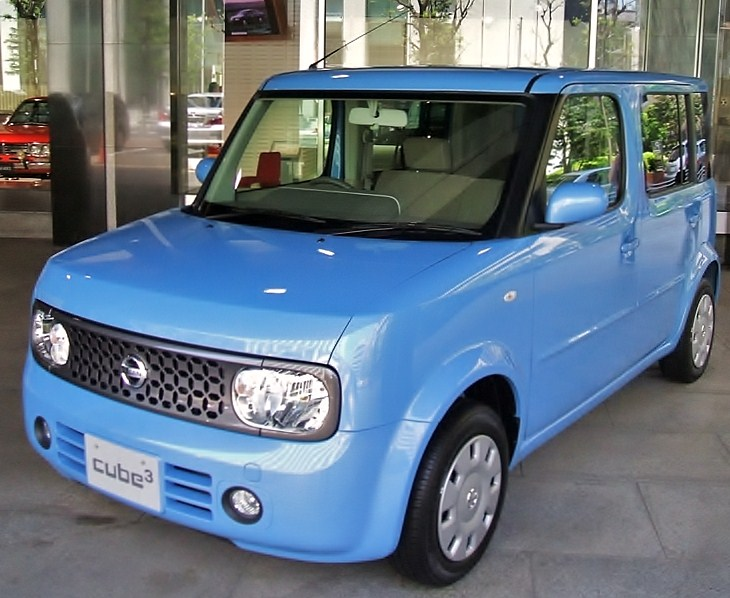
닛산 큐브³ 라이더(후기형) 정측면

## 3세대(Z12/NZ12)

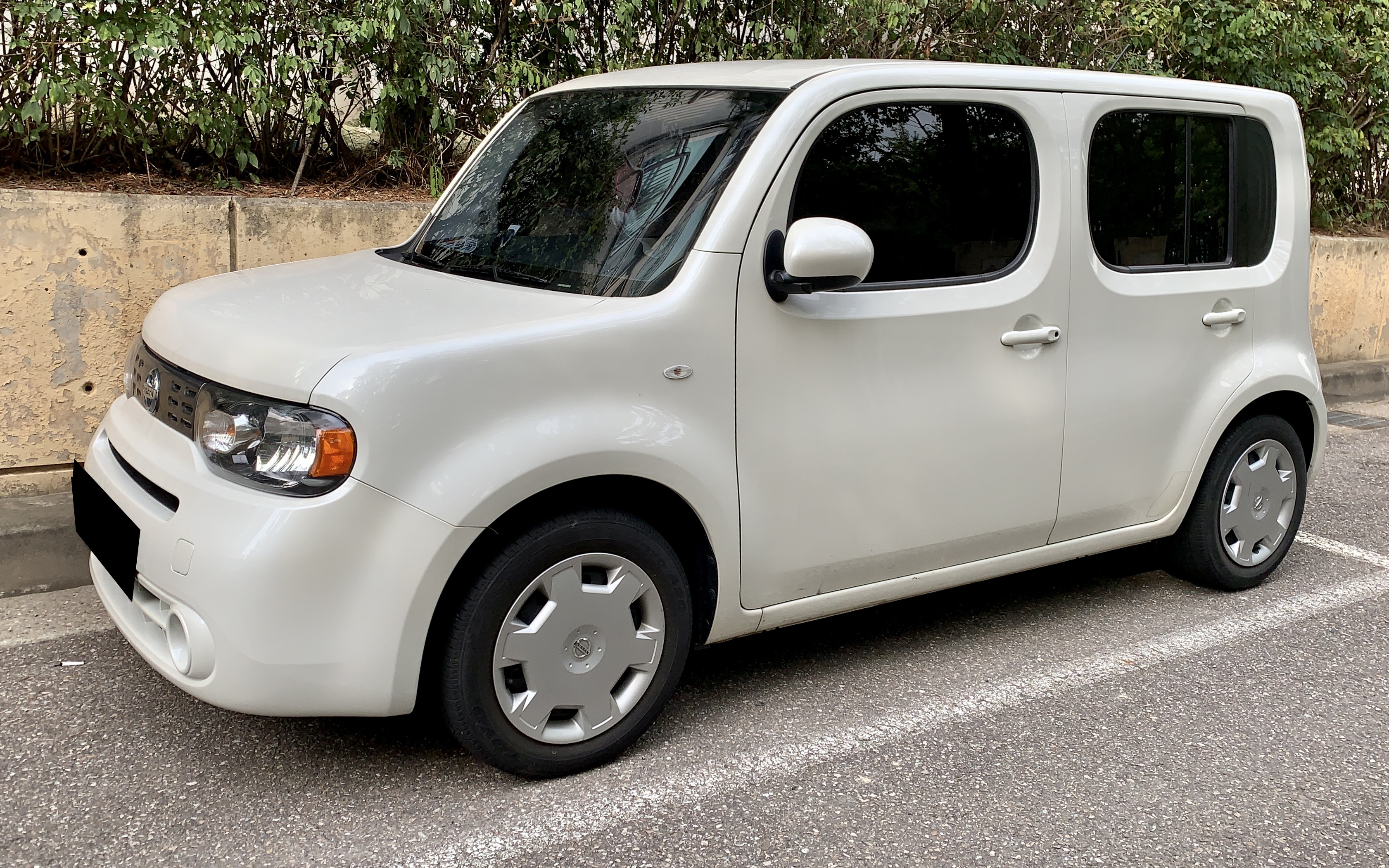
닛산 큐브 정측면

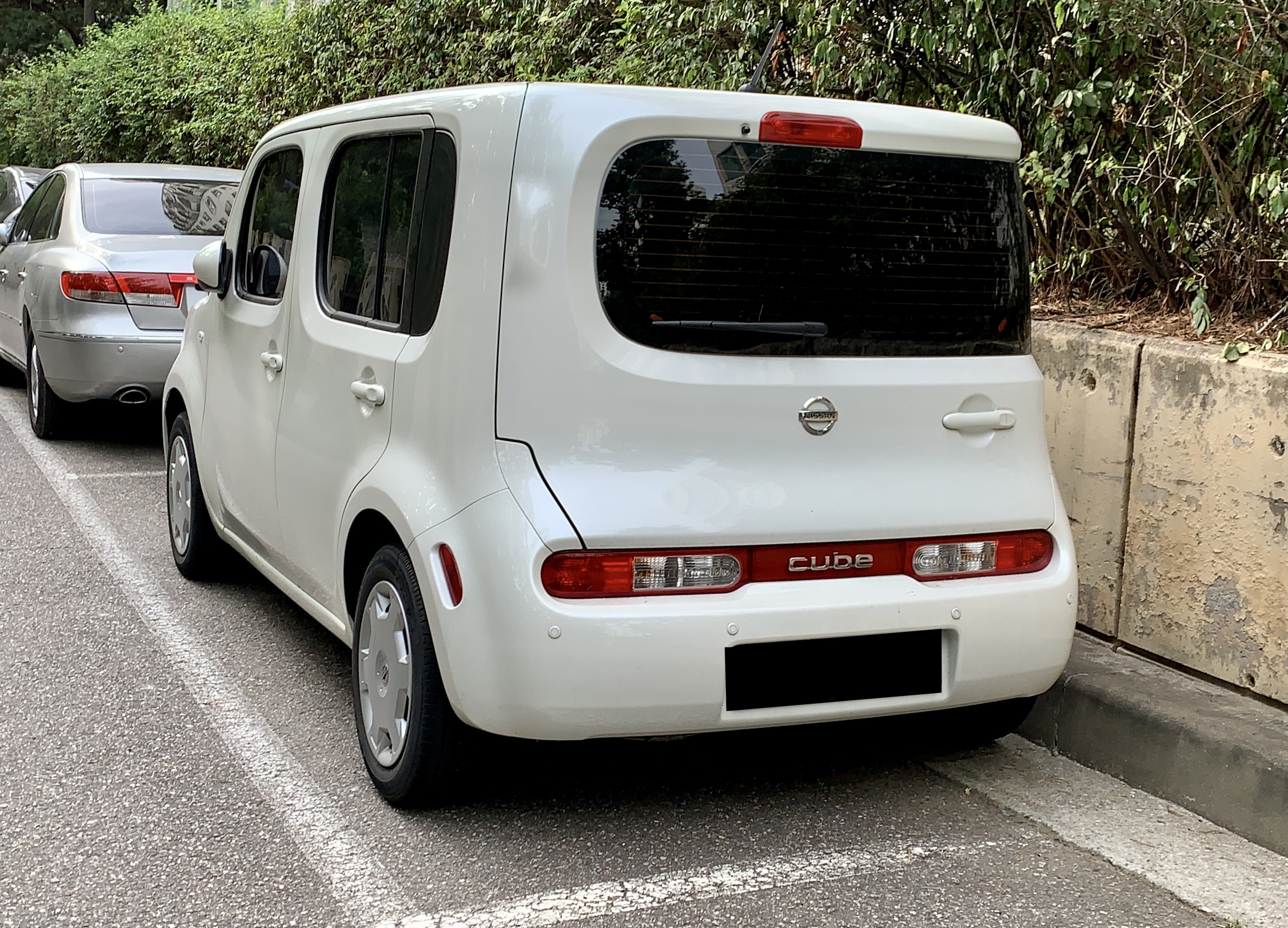
닛산 큐브 후측면

2008년 11월 26일(수요일)에 출시되었다. 디자인은 2세대의 모습을 계승했으나 직선보다 곡선을 많이 사용해 풍부함을 강조했다. 디자인 모티브로는 불독이 선글라스를 낀 모습을 떠올리게 하는 등 애교 있는 캐릭터도 목표로 했다. 일본의 욕조인 자쿠지를 모티브로 한 대시보드에는 유려한 라인을 더했다. 역대 큐브 중 최초로 버튼 시동 장치와 뒷좌석 중앙 3점식 시트 벨트가 적용되었고, 운전석이 왼쪽인 사양도 만들어 북미, 유럽, 대한민국에서 판매가 시작되었다. 그러나 2011년 1월에 유로화 환율 상승에 따른 차량 가격의 폭등으로 인해 판매 대수가 감소하는 문제로 인해 유럽에서 철수를 발표했고, 같은 해 8월부터 2014년 12월까지는 대한민국에 공식 수입되기도 했다. 2012년에는 Mnet 보이스 코리아 시즌 1에 협찬 차량으로 등장하기도 했다. 자트코에서 만든 CVT가 장착된다. 2014년부터 해외 수출이 중단되고, 한동안 일본 내수용으로만 계속 생산 및 판매되다가 2019년 말에 노트에 통합되는 식으로 단종되었다. Dnb 기능이 있다.